# Howard Sims
 (février 2022).
Howard Sims (24 janvier 1918 - 20 mai 2003), surtout connu sous le nom de scène Sandman Sims, est un danseur de claquettes américain. Son surnom lui vient du sable qu'il saupoudrait sur scène pour amplifier le son de ses pas de claquettes. Howard Sims se produisait à l'Apollo Theater en tant qu'ouvreur-comédien, le plus souvent directement dans la salle et non sur scène, avec une crosse de berger. Il fait une apparition dans le Cosby Show en 1988 en tant que professeur de danse de Rudy, il y réalise une battle bon enfant contre Cliff (Bill Cosby).
Sandman Sims était un des plus grands danseurs de claquettes du XXe siècle, sa spécialité était de danser sur une couche de sable mince, en général dans une sand box (carré d'un mètre carré bien délimité sur scène). Le fond de la sand box était en métal et était relié à un micro. Sandman voyageait à travers les USA proposant des duels de claquettes à tous les danseurs qu'ils rencontrait. Il se dit qu'il n'aurait jamais perdu un duel.